# 農業マーケティング
農業マーケティング（agricultural marketing）とは従来農業経済学や農産物流通で考えられてきた分野に、マーケティングからのアプローチで考察される、マーケティングの一つの考え方である。

## 概要
従来、農業経済学や農産物流通といった学問分野において、農業について考えられてきた。しかしながら、農業経済学の領域では、農業者の利益の拡大、また農産物流通の領域では卸売市場を重要視し、いかにして流通を合理化できるかが研究されてきた。つまり、社会的・経済的なシステムの中での農産物の流通を研究されてきたのである。
そうした研究の中で、農業事業に関する戦略は、考えられていなかったに等しく、農業従事者、言い換えれば生産者の利益拡大や、農産物の最終消費者の満足を得るための戦略は、わずかしか考えられてこなかった。
そこで、こういった研究とは別に、ミクロ・マーケティングやマネジリアル・マーケティングの考え方を活用し、事業経営（マネジメント）や事業戦略、マーケティング戦略を取り込んで研究していくのが、「農業マーケティング」なのである。
卸売市場に重点を置く農業経済学や農産物流通の領域に、マーケティングの考え方を導入したのが農業マーケティングであるが、斎藤・三原(2004)では、マーケティングの基本論を考えず、伝統的な卸売市場での流通を中心に論じている。
若林秀康が農業マーケティングに関しての著書を発刊して以来、1988年発行の御園喜博の『農産物流通の新編成』の中では、マーケティングに関し、「矮小化された販売技術」との偏見を持たれ続け、2011年現在において、農業マーケティングはなかなか普及していない現状である。
しかしながら、農業マーケティングは、従来の農業経済学や農産物流通を否定するものではなく、農業経済学や農産物流通のもとに、別視点からの考察が必要であるという考え方である。

## 今後の課題
前述の通り、マーケティングに関する偏見や誤解（藤谷築次や御園喜博）は未だ多く、その誤解を解かねばならない。
また、農産物を「製品」と考え、その上でマーケティングの考えを活かした農業事業の戦略やマネジメントが必要となる。
さらには、農産物のブランド化や、従前培われてきた農業技術やノウハウや、卸売市場システムや競りのシステムの海外輸出を行っていくことも必要である。
マーケティングの導入により、競争原理や、マーケティング手法の応用が期待される。

## 関連書物
- 若林秀泰（1965）『農業マーケティングと農協』家の光協会。
- 梅沢昌太郎（1996）『ミクロ農業マーケティング―食生活の多様化と事業戦略―』白桃書房。
- 梅沢昌太郎（1997）『ザ・テキスト 農業マーケティング』全国農業改良普及協会。
- 斎藤義一・三原成彬（2004）『青果物流通とマーケティング活動』筑波書房。
- 平岡豊[著]全国農業会議所[編]（2006）『実践型農業マーケティング―基礎から学んで、現場で活かせる!―』全国農業会議所。
- 後久博（2007）『農業ブランドはこうして創る―地域資源活用促進と農業マーケティングのコツ―』ぎょうせい。